# Championnat d'Irlande de football 1928-1929
Navigation
Édition précédente Édition suivante
Le Championnat d'Irlande de football 1927-1928 est la huitième saison du championnat d'Irlande de football organisé par la Fédération d'Irlande de football. Athlone Town quitte le championnat et est remplacé par le club Dublinois de Drumcondra Football Club.
Le Shelbourne Football Club remporte son deuxième titre de champion d'Irlande. Il devance d'un point le tenant du titre le Bohemian Football Club. Les Shamrock Rovers complètent le podium. Le chassé-croisé entre les trois grands clubs de la capitale continue.

## Les 10 clubs participants
| \| Dublin: · Bohemian · Shamrock Rovers · Drumcondra · Shelbourne FC · Saint James's Gate · Brideville · Jacob's Dublin Dundalk GNR Fordsons FC Bray Unknowns \| Localisation des clubs engagés dans le championnat. |
| Dublin: · Bohemian · Shamrock Rovers · Drumcondra · Shelbourne FC · Saint James's Gate · Brideville · Jacob's Dublin Dundalk GNR Fordsons FC Bray Unknowns                                                           |

| \| Bohemian Shamrock Rovers Saint James's Gate Shelbourne Jacob's Brideville Drumcondra \| Localisation des clubs dublinois. |
| Bohemian Shamrock Rovers Saint James's Gate Shelbourne Jacob's Brideville Drumcondra                                         |

| Équipe                           | Ville                  | Manager | Stade            | Capacité | Fondation |
| -------------------------------- | ---------------------- | ------- | ---------------- | -------- | --------- |
| Bohemian Football Club           | Dublin (Phibsborough)  |         | Dalymount Park   |          | 1890      |
| Bray Unknowns Football Club      | Bray                   |         | Woodbrook Ground |          | 1921      |
| Brideville Football Club         | Dublin (The Liberties) |         | Richmond Park    |          |           |
| Drumcondra Football Club         | Dublin (Clonturk)      |         | Clonturk Park    |          | 1923      |
| Dundalk GNR Football Club        | Dundalk                |         | Oriel Park       |          | 1903      |
| Fordsons Football Club           | Cork                   |         | Ballinlough Road |          | 1921      |
| Jacob's Football Club            | Dublin (Crumlin)       |         | Rutland Avenue   |          | 1914      |
| Saint James's Gate Football Club | Dublin (Crumlin)       |         | St. James's Park |          | 1902      |
| Shamrock Rovers Football Club    | Dublin (Miltown)       |         | Glenmalure Park  | 20 000   | 1901      |
| Shelbourne Football Club         | Dublin (Ringsend)      |         | Shelbourne Park  |          | 1895      |

## Classement
| Rang | Équipe                | Pts | J  | G  | N | P  | Bp | Bc | Diff |
| ---- | --------------------- | --- | -- | -- | - | -- | -- | -- | ---- |
| 1    | Shelbourne FC         | 33  | 18 | 16 | 1 | 1  | 49 | 12 | +37  |
| 2    | Bohemian FC T         | 32  | 18 | 15 | 2 | 1  | 61 | 23 | +38  |
| 3    | Shamrock Rovers C     | 24  | 18 | 10 | 4 | 4  | 58 | 28 | +30  |
| 4    | Drumcondra FC P       | 18  | 18 | 7  | 4 | 7  | 28 | 31 | -3   |
| 5    | Dundalk FC            | 17  | 18 | 7  | 3 | 8  | 43 | 44 | -1   |
| 6    | Saint James's Gate FC | 14  | 18 | 5  | 4 | 9  | 37 | 44 | -7   |
| 7    | Fordsons FC           | 13  | 18 | 3  | 5 | 10 | 27 | 36 | -9   |
| 8    | Brideville FC         | 11  | 18 | 4  | 3 | 11 | 28 | 57 | -29  |
| 9    | Jacob's FC            | 10  | 18 | 2  | 6 | 10 | 26 | 48 | -22  |
| 10   | Bray Unknowns         | 8   | 18 | 2  | 4 | 12 | 24 | 58 | -34  |

|  | Champion d'Irlande |
|  | Relégation         |

## Source
- (en) Alex Graham, Football in the Republic of Ireland : a Statistical Record 1921–2005, Soccer Books Ltd, novembre 2005, 142 p. (ISBN 978-1862231351).